# Statistisches Jahrbuch der höheren Schulen
Das Statistische Jahrbuch der höheren Schulen [und heilpädagogischen Anstalten] Deutschlands, Luxemburgs und der Schweiz und der höheren Schulen im Ausland war ein Nachschlagewerk über das höhere Schulwesen von 1852 bis 1920, das mit verschiedenen Titeln erschien.

## Geschichte
Seit 1846 gab es einen Abschnitt Schul-Kalender im Illustrirten Kalender, in dem die wichtigsten Gymnasien und Lehrerinstitute in den deutschen Territorien kurz angegeben waren.
1852 erschien erstmals ein separater Preußischer Lehrer-Almanach, in dem die wichtigsten höheren Schulen im Königreich Preußen mit einigen Informationen enthalten waren. Dieser wurde danach jährlich mit wechselnden Titeln fortgesetzt.
Seit 1880 hieß er Statistisches Jahrbuch der höheren Schulen Deutschlands, Luxemburgs und der Schweiz, das im zweiten Band auch die höheren Schulen außerhalb Preußens aufführte. Darin gab es einige detaillierte Angaben zu den einzelnen Gymnasien, Lehrerinstituten und weiteren höheren Schulen, mit Adresse, Name des Direktors und meist aller weiteren Lehrer, Anzahl der Schüler und Abiturienten, Schulgeldkosten usw. (Die Bezeichnung Statistisch meinte einige kurze Zahlen zu den einzelnen Schulen, das Jahrbuch enthält ansonsten vor allem sachliche Angaben.)
Für 1914/1915 erschien die vorerst letzte Ausgabe, für 1919/1920 gab es noch einmal ein Jahrbuch des höheren Schulwesens.

## Offizielle Bezeichnungen
Schul-Kalender
- Preußischer Lehrer-Almanach, 1.1852–2.1853
- Preußischer Schul-Kalender, 3.1854 (1853)–8.1859
- Preußischer Schul-Almanach, 9.1860/1861–11.1862/1863 ZDB-ID 552188-9
- Schulalmanach für Lehrer an den höheren Schulanstalten  Deutschlands und der Schweiz, 12.1863/1864
- Schul-Kalender, 13.1864/1865–19.1869/1870
- Deutscher Universitäts- und Schulkalender, 20.1870/1871–21.1871–1873
- Deutscher Schulkalender, 22.1873
- Deutscher Schul-Kalender, 23.1874, in zwei Theilen (Theil 2 Historisch-statistische und Personal-Nachrichten über die Unterrichts- und Prüfungs-Behörden und die höheren Unterrichts-Anstalten in Deutschland, Oesterreich und der Schweiz ZDB-ID 1030077-6)
- Mushacke's Deutscher Schul-Kalender, 24.1875–26.1877, in zwei Theilen
- Mushacke's Deutscher Schul-Kalender, 27.1878–28.1879, in drei oder vier Bänden

Statistisches Jahrbuch
- Statistisches Jahrbuch der höheren Schulen Deutschlands, Luxemburgs und der Schweiz, 1.1880–6.1886, 2 Teile
- Statistisches Jahrbuch der höheren Schulen und heilpädagogischen Anstalten Deutschlands,  Luxemburg und der Schweiz und der höheren Schulen im Ausland, 7.1887–30.1909, 2 Teile (2. Abtheilung Die deutschen Staaten (außer Preußen), Luxemburg und die Schweiz enthaltend)
- Statistisches Jahrbuch der hoheren Schulen Deutschlands, Luxemburgs  und der Schweiz,  31.1910–35.1914/1915, 2 Teile
- Jahrbuch des höheren Schulwesens, 36.1919/1920, 2 Teile, letzter Jahrgang